# Accento (musica)
Nella terminologia musicale e nella notazione musicale, l'accento è l'evidenziazione di un suono tramite la modifica di uno dei suoi parametri.
A seconda della caratteristica variata, si hanno diversi tipi di accenti:
- armonico in presenza di un cambio di armonia o in coincidenza della percussione di un suono
- commetrico con la coincidenza dell'accentuazione del brano con l'accento metrico
- contrametrico con lo sfasamento dell'accentuazione del brano con l'accento metrico
- frequenziale per l'altezza
- intensivo per l'intensità
- metrico, prima pulsazione in un gruppo di due o tre impulsi che la nostra sensibilità musicale percepisce come unitario
- timbrico per il timbro
- temporale per la durata
- transitorio sul transitorio d'attacco

## Accento intensivo
Divenuto l'accento per antonomasia nel linguaggio corrente, è in genere ottenuto con un suono più forte di un altro. Nella parte musicale viene segnalato attraverso le indicazioni sf o sfz (sforzato) oppure fz (forzato), nonché da opportuni segni: 

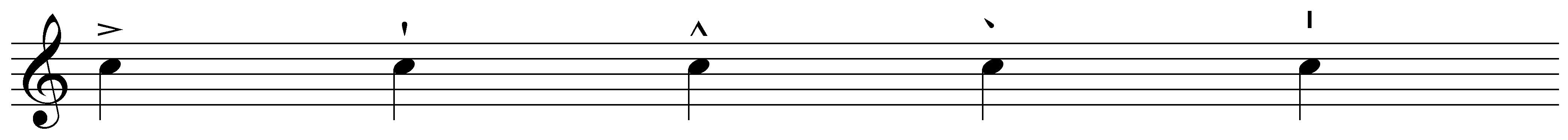

## Accento contrametrico
L'accento contrametrico è alla base dei gruppi irregolari, della sincope e del controtempo, dell'hemiòlia e di ogni altra forma di ritmo in contrasto.

## Accento metrico
Nello studio della musica l'accento è l'elemento con cui sono organizzate le strutture temporali (dette strutture accentuative) in riferimento a una determinata cultura musicale.
Nella tradizione classica l'accento può essere di due tipi: forte e debole. La struttura temporale di un brano classico è basata su una organizzazione di accenti detta metro in cui gli accenti si alternano in una configurazione specifica. Il metro della tradizione classica si indica attraverso una frazione che ha al suo denominatore il valore di durata che costituisce la pulsazione di riferimento e al numeratore il numero di pulsazioni totali che realizzano il metro. Nel metro più semplice, il 2/4 (due quarti) il primo quarto è forte mentre il secondo è debole. Nel 3/4 il primo è forte e gli altri due sono deboli nel 4/4 il primo e il terzo (i cosiddetti tempi "dispari") sono forti, mentre il secondo e il quarto (tempi "pari") sono deboli.
Gli accenti in musica indicano punti specifici del tempo musicale in cui avvengono o possono avvenire determinati eventi a seconda del tipo di accento, come il cambio di armonia, l'utilizzo di specifiche note melodiche e molti altri.